# Laveline-du-Houx
Laveline-du-Houx é uma comuna francesa na região administrativa do Grande Leste, no departamento de Vosges. Estende-se por uma área de 8.21 km². Em 2010 a comuna tinha 211 habitantes (densidade: 25,7 hab./km²).